# Багрій Василь Лук'янович

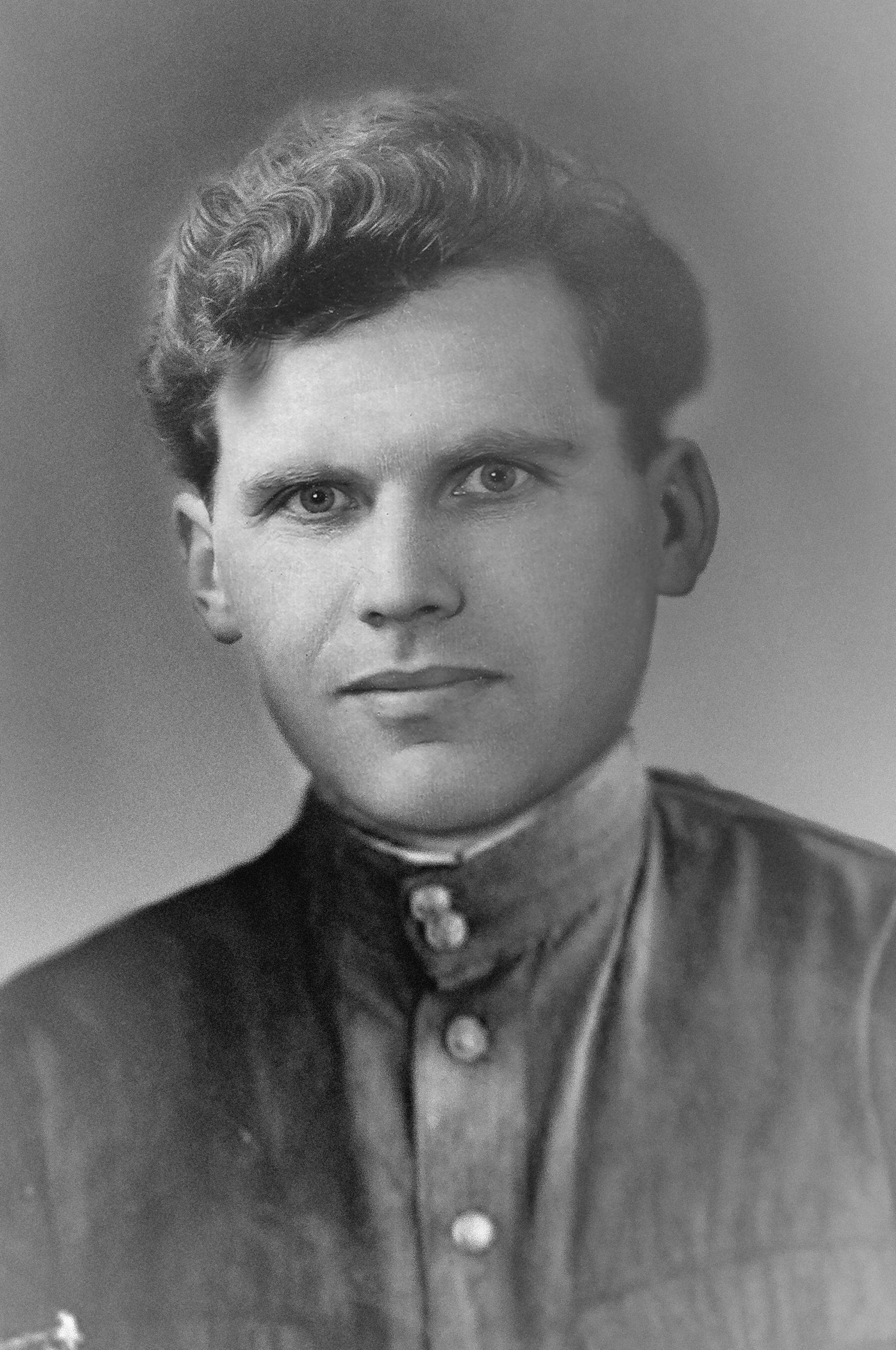
Багрій Василь Лук'янович

Василь Лук'янович Багрій (народився 8 листопада 1925, в с. Бортники, нині Тульчинський район Вінницької області — помер 7 листопада 2000, Вінниця) — український поет. За основним фахом — учитель-філолог. Ветеран Великої Вітчизняної війни.

## Біографія
Народився 8 листопада 1925 року в с. Бортники Брацлавського району (нині Тульчинський) в селянській сім'ї, закінчив 8 класів.
У 1944 році Багрія В. Л. мобілізували до діючої армії. У Вітчизняні війні брав участь у військових діях на Західному фронті та в Манджурії.
Після демобілізації в 1948 році закінчив Тульчинське культурно-освітнє училище, потім Вінницький педінститут, історико-філологічний факультет.
З 1955 року працював учителем української мови і літератури та образотворчого мистецтва в Тульчинському районі. Спочатку в Клебанській СШ.
У Тульчинській школі-інтернаті Василь Лук'янович викладав українську мову та літературу з 1956 до 1963 року. Згодом В. Л. Багрій обіймав посаду завуча Тульчинської СШ №2, а з 1972 по 1978 роки — інспектора шкіл у Тульчинському райвно. В 1979 році Василя Багрія призначили директором районної заочної школи працюючої молоді.
У 1985 р. вийшов на пенсію, але продовжував працювати вчителем у селах району — Крищенцях, Одаї та керівником художнього гуртка в Будинку дітей та юнацтва.
Писав вірші ще зі шкільної парти та в студентські роки, але друкувалися лише в районній та областних газетах. Став засновником районного літературно-мистецького об'єднання «Оберіг». У 1994 році вийшла перша збірка поета «Надвечір'я», у 1996 році — «Сповідь», а у 1997 р. — «Спокута». Помер Василь Лук'янович Багрій 7 листопада 2000 року.
Ця сумна звістка болем відізвалась в серцях його рідних, близьких, друзів, всіх хто знав його.

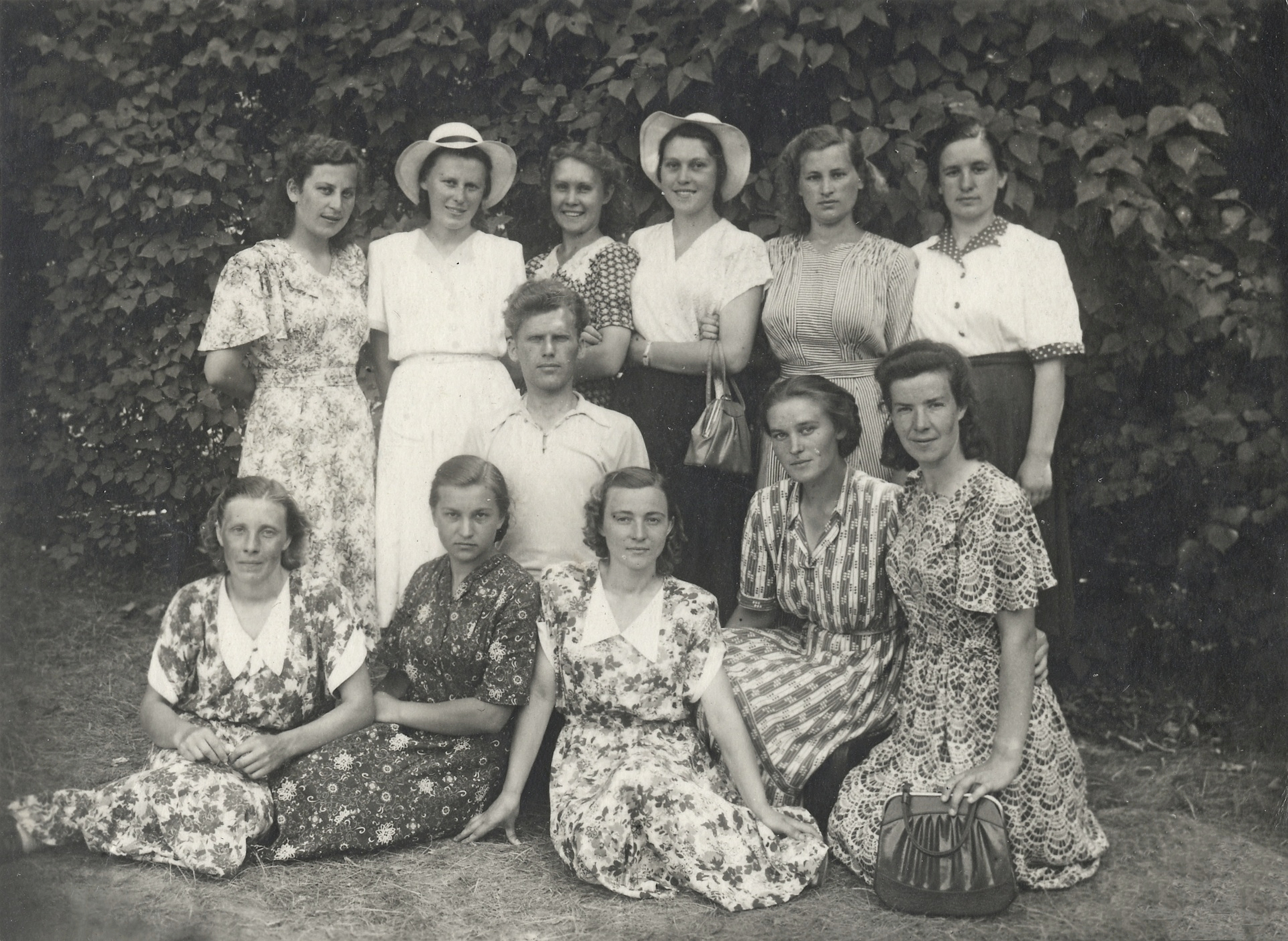
В студентські роки-під час навчання у Вінницькому педінституті ім. М. Островського (1951-1955 рр.)

Поховано Багрія  В. Л. за сімейною традицією в селі Сокиринці Вінницького району поряд з дружиною.
Збірка «Колиска» вийшла в 2000 р. вже після смерті автора.
У 2005 році світ побачила поетична збірка Василя Лук'яновича Багрія «Суєта».

## Поезії

#### Спека
Спека,спека,все живе навколо
Мліє від чекань далекого дощу.
Сонце день в пательні розтопило,
Мов пахучу воскову свічу.
Спить довкілля в черені осоння,
Мліє сад в пекучім заббуті.
Абрикоси крізь листочки сонні
Світять, ніби зорі золоті...